# Буковский, Александр Александрович
Алекса́ндр Алекса́ндрович Буко́вский (1920—1993) — советский военный инженер и педагог, специалист по экспериментальной аэродинамике, инженер-подполковник (1959). Лауреат Сталинской премии (1951).

## Биография
Родился 3 ноября 1920 года в Челябинске.
С 1941 года призван в ряды Рабоче-Крестьянской Красной армии после окончания трёх курсов Уральского индустриального института имени С. М. Кирова. С 1941 по 1942 год проходил обучение в Челябинском танковом училище. В 1942 году переведён в Военно-воздушные силы СССР. С 1942 по 1946 год обучался на инженерном факультете Военно-воздушной инженерной академии имени Н. Е. Жуковского. С июня по сентябрь 1944 года находился от академии на войсковой стажировке на 2-м Прибалтийском фронте в составе 3-й воздушной армии в должности авиационного техника 949-го штурмового авиационного полка. 
С 1946 по 1960 год на научно-исследовательской, испытательной и педагогической работе в Военно-воздушной инженерной академии имени Н. Е. Жуковского: с 1946 по 1947 год — авиационный техник учебного авиационного полка академии. С 1947 года — инженер и с 1948 года — старший инженер аэродинамической лаборатории. С 1953 по 1958 год — старший инженер и начальник отделения измерительной аппаратуры и моделей Научно-исследовательской лаборатории аэродинамики. С 1958 по 1960 год —преподаватель кафедры ракетной техники этой академии. А. А. Буковский в составе инженерно-технических кадров академии являлся участником разработки и создания сверхзвуковой аэродинамической трубы ТС-4, на базе которой проводились исследования аэродинамических характеристик различный типов ракет и моделей космических кораблей. За эту работу в 1951 году Постановлением ЦК КПСС и СМ СССР А. А. Буковскому была присвоена  Сталинская премия за выдающиеся изобретения и коренные усовершенствования методов производственной работы.
С 1960 по 1968 год на научно-исследовательской работе в НИИ-4 Министерства обороны СССР в качестве старшего научного сотрудника, занимался вопросами связанными с общим анализом и перспективами развития специальных средств вооружения, в том числе систем Противоракетной обороны. С 1968 года после увольнения из рядов Вооружённых сил СССР находился на научно-исследовательской работе в службе космических исследований отдела морских экспедиционных работ АН СССР и в Московском автодорожном институте в качестве младшего научного сотрудника и заведующего лабораторией.
Скончался 17 февраля 1993 года в Москве.

## Награды и премии
- Орден Отечественной войны II степени (1956)
- Орден Красной Звезды (1985)
- Медаль «За победу над Германией в Великой Отечественной войне 1941—1945 гг.»
- Сталинская премия за выдающиеся изобретения и коренные усовершенствования методов производственной работы  (1951)[1][2][3][4]